# 슬라이딩 지우개 525 PS
슬라이딩 지우개 525 PS(독일어: sliding eraser 525 PS)는 독일의 기업인 스테들러에서 생산한 지우개이다.
케이스와 지우개의 색상이 서로 다르고, 커터칼처럼 밀고 당길 수 있게 생겼다. 지우개가 떨어지지 않게 고정시켜주는 장치가 있고, 지우개 뒤에 고리도 있어서 고리에 달 수도 있다. 지우개로 지울때 케이스가 흔들려서 약간의 소음이 있다. PVC와 라텍스 무첨가이다.

## 종류

### 525 PS1
기본적인 스테들러의 파란색 케이스에 흰색 지우개가 들어있다.

### 525 PS1S
연두, 파랑, 빨강, 노랑 케이스에 순서대로 노랑, 연두, 파랑, 빨강 지우개가 들어있다.

### 525 PS1P-S
파스텔톤의 케이스에 같은 색의 지우개가 들어있다.

### 525 RPS1/RPS1S
리필 지우개로 20*60*10mm의 크기이다.